# MEG 54–55 und OEG 100–101
Die meterspurigen Tenderlokomotiven MEG 54–55 der Mittelbadischen Eisenbahnen (MEG) und OEG 100–101 der Oberrheinischen Eisenbahn-Gesellschaft (OEG) waren vier ehemalige Trümmerbahnlokomotiven, die von Krauss-Maffei nach dem Zweiten Weltkrieg ursprünglich für die Spurweite 900 mm gebaut und für die Strecken der MEG und OEG auf Meterspur umgebaut wurden. Die Lokomotiven standen bis Ende der 1960er Jahre in Betrieb und wurden dann ausgemustert.
Die OEG 101 blieb erhalten und befindet sich seit 2002 bei der Museumsbahn Selfkantbahn.

## Geschichte
Die Lokomotiven waren ehemalige Trümmerbahnlokomotiven, die als solche nicht mehr eingesetzt wurden. Sie wurden umgespurt, die beiden Lokomotiven mit den Fabriknummern 17586 und 17587 wurden von den Mittelbadischen Eisenbahnen mit den Bezeichnungen MEG 54 und 55 übernommen. Die beiden anderen mit den Fabriknummern 17626 und 17627 kamen zur Oberrheinischen Eisenbahn-Gesellschaft, wo sie die Bezeichnungen OEG 100 und 101 erhielten. Die MEG 54 und 55 wurden 1956 und 1957 ausgemustert.
Die OEG 101 kam 1958 zur MEG, sie behielt dort ihre Betriebsnummer. Die OEG 100 wurde 1963 ausgemustert.
Die nunmehrige MEG 101 verkehrte noch bis 1969. Sie wurde als Reserve für eine Diesellokomotive von Gmeinder vorgehalten und kam 1969 zur Sektion Vereinigte Dampfbahnen Bern der EUROVAPOR. 2002 wurde die Lok von der Museumsbahn Selfkantbahn übernommen. Am 10. Mai 2003 erhielt sie den Namen Schwarzach nach ihrem früheren Einsatzort bei der MEG.

## Konstruktion

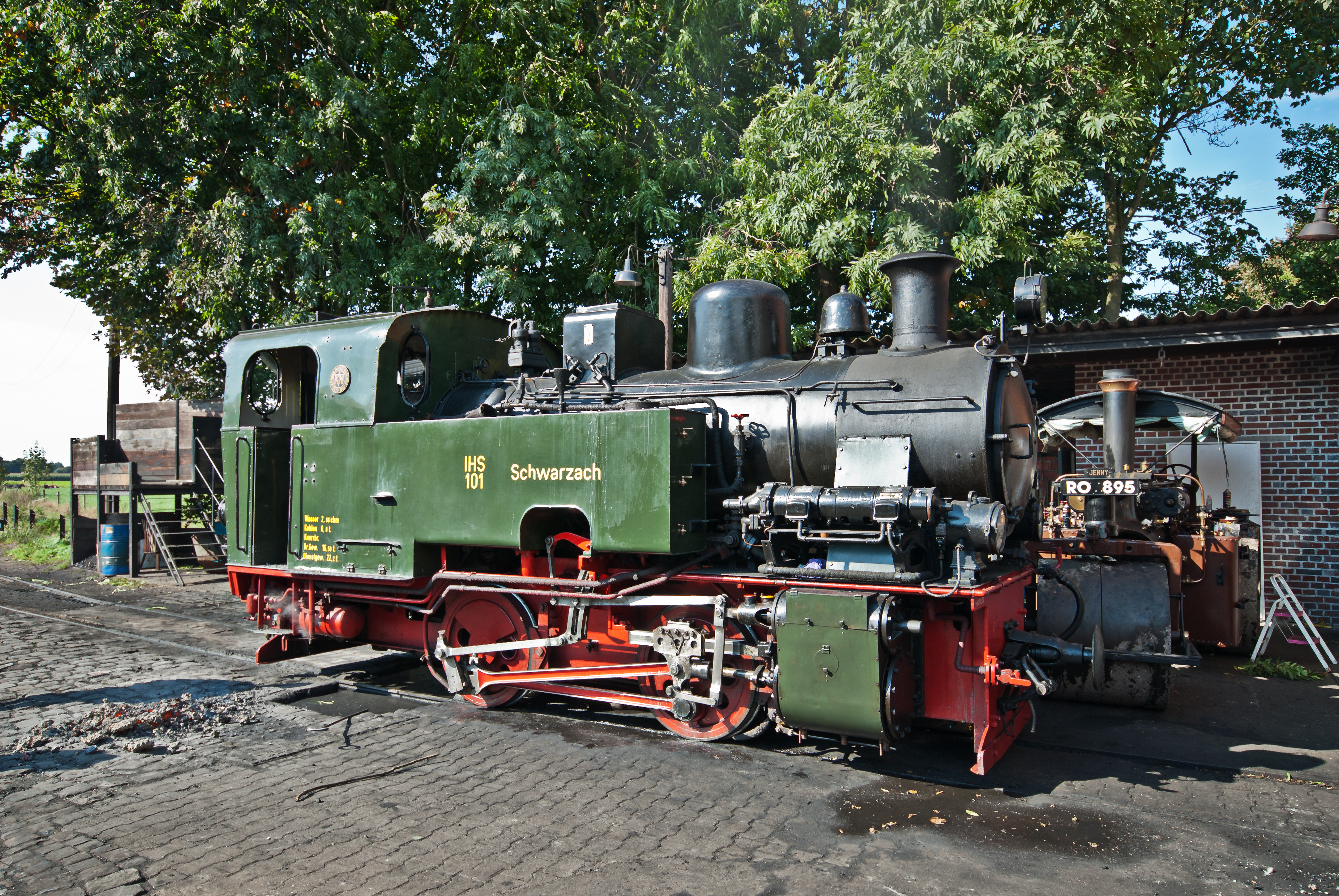
MEG 101 bei der Museumsbahn Selfkantbahn (2013)

Die Lokomotiven wurden durch Umspurung und Umbauten für den Betrieb auf den Meterspurbahnen angepasst.
Die OEG-Lokomotiven erhielten einen Stehkessel mit einer Feuerbüchse aus Kupfer, die beiden Lokomotiven der MEG hingegen besaßen eine aus Stahl. Für den ursprünglichen Zweck entstanden sie als Naßdampflokomotiven mit einem Zweizylindertriebwerk.
Das einfache und kräftige Triebwerk besaß eine Heusinger-Steuerung, die Kreuzköpfe waren einschienig auf der Gleitbahn geführt. Die Räder waren ohne Speichen ausgeführt und hatten lediglich einige runde Durchbrüche. Der Turbogenerator für die elektrische Beleuchtung saß auf Höhe der Rauchkammer neben dem Schornstein. Ursprünglich war darüber ein Schutzblech befestigt, das später entfiel. Der Schornstein war nach Bauform Krauss-Maffei ausgeführt.
Die Lokomotiven der OEG besaßen unter der Mittelpufferkupplung noch eine Scharfenbergkupplung. Die 101 erhielt bei der MEG im Tausch eine handgekuppelte Mittelpufferkupplung. Ausgerüstet waren die Loks mit indirekter Bremse, Druckluftläutewerk und federbelastetem Sicherheitsventil.